# San Diego (1600)
El San Diego fue un galeón español que formaba parte de los Galeones de Manila, que cubrían la ruta comercial entre Nueva España, el actual México, y Filipinas, y que se usaba para cambiar bienes chinos por plata mexicana, a través del puerto de Acapulco. De allí se contactaba mediante transporte terrestre con la localidad de Veracruz. Esta ruta comercial se mantuvo entre 1565 y 1821 y quedó sin efecto tras la independencia de México.

## Batalla y hundimiento
Antes de ser requisado para la Armada española, había pertenecido a los comerciantes Luis de Belver y Antón Thomas. Fue asignado a la marina española el mismo año de 1600 y armado en Cavite, antes las tensiones con los Países Bajos. El 10 de diciembre de 1600 se produjo el hundimiento del galeón San Diego, como consecuencia del enfrentamiento con los navíos holandeses Eendracht, Hope y Mauritius, comandados por el almirante y corsario Olivier van Noort que planeaban la conquista de Manila; el San Diego, que se encontraba fondeado en el puerto de Cavite, fue armado con catorce cañones de la defensa de Manila y enviado a repeler el ataque holandés junto con el patache San Bartolomé y dos galeras que tenían como tripulantes a soldados, nobles y mercenarios japoneses.

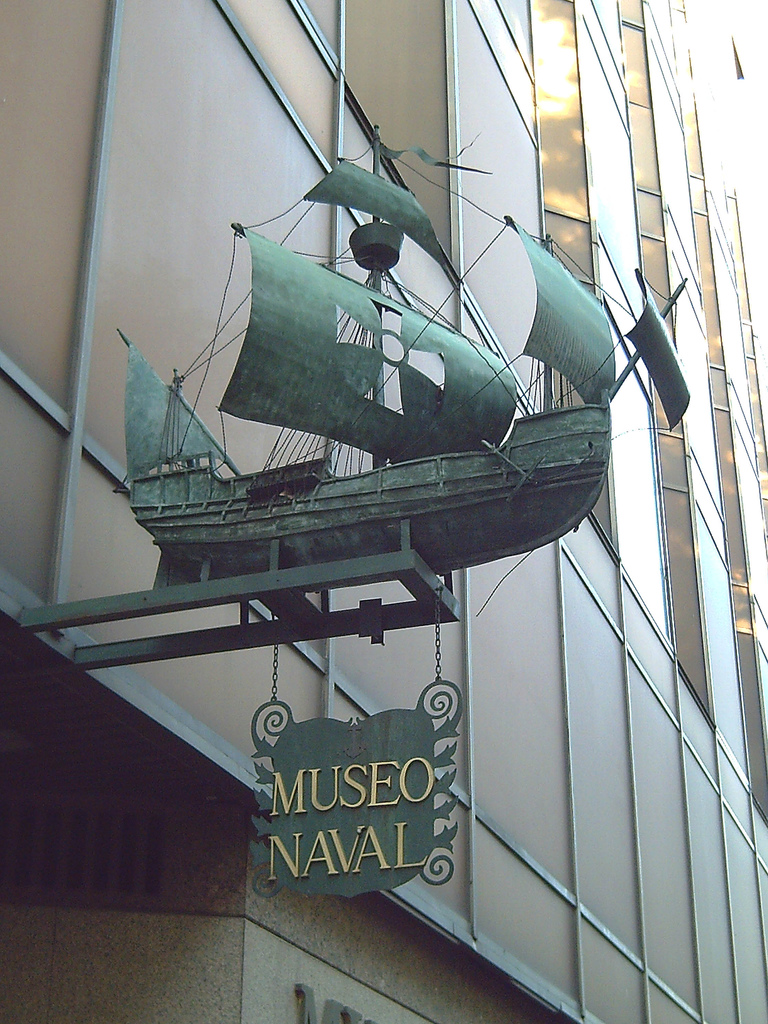
Entrada al Museo Naval de Madrid, que acoge la mayoría de los objetos rescatados del galeón San Diego.

Después de abordar con éxito el barco insignia holandés, la urca Mauritius, se descubrió una vía de agua en el San Diego, y por orden del vicegobernador y almirante del galeón Antonio de Morga Sánchez Garay la nave retorna a puerto hundiéndose en el trayecto, pereciendo en el naufragio 300 marineros, pero salvándose Morga y otros cien marineros. La defensa de la isla fue relativamente exitosa ya que los navíos holandeses rehusaron volver a intentar ataques a las colonias españolas en la zona.

## Descubrimiento y conservación
Después de consultar el Archivo de Indias, el arqueólogo submarino Franck Goddio, a bordo de un catamarán llamado Kaimiloa, descubrió el 21 de abril de 1991 a 52 metros de profundidad el pecio del San Diego, a 1200 kilómetros de la Isla Fortuna, en la Bahía de Manila, Filipinas, y cuyos 6000 objetos, entre los que se encontraban monedas, joyas de oro, porcelanas de la dinastía Ming, armas y cañones, fueron extraídos, siendo depositados el 70% de ellos en el Museo Naval de Madrid y el 30% restante en el Museo Nacional de Filipinas; en el lugar del naufragio aún restan el barco y los restos óseos de los 300 marineros que perecieron en él. El rescate se realizó entre enero de 1992 y abril de 1993, con la supervisión del National Museum of the Philippines.